# Eowudong
Uhwudong, (어우동, 於 宇 同), o Eowudong, (Corea, 1440 ?-18 d'octubre de 1480) va ser una ballarina, escriptora, artista i poeta coreana d'una família noble (Park) de la dinastia Joseon del segle XV. La major part del seu treball no s'ha conservat.

## Biografia
Uhwudong era d'una família noble de la dinastia Joseon. Es va casar amb Yidong, el príncep Taegang (태강수 이동, 泰 江 守 李 仝), el besnét de Joseon Taejong. Es va veure obligada a divorciar-se d'ell per càrrecs d'adulteri i, posteriorment, es va convertir en una activa poeta, escriptora, artista i ballarina.
Es va destacar per la seva excepcional bellesa, ball, talent per al cant, poesia, enginy i extraordinari intel·lecte. La seva vida personal s'ha convertit gairebé en un mite, havent inspirat novel·les, pel·lícules, sèries de televisió, òperes i nombrosos poemes. A causa de la seva reconeguda naturalesa assertiva i independent, després de la desaparició de la dinastia Joseon en 1910, s'ha convertit en una icona cultural popular de la Corea actual.

## Obres
Encara que només existeixen avui dia un grapat de sijo (vers formatat utilitzat a Corea, com en el sonet anglès) i peces de geomungo, mostren gran habilitat artesanal en les paraules i els arranjaments musicals. Aquests versos insinuen la tragèdia dels seus amors perduts. Algunes també són mostren la influència de nombrosos poemes xinesos i de la literatura xinesa clàssica més famosos i coneguts.

## Poemes
/玉 淚 丁東 夜 氣 淸 Les perles flueixen i il·luminen la nit
/玉 淚 丁東 夜 氣 淸 Les granadures flueixen com a llàgrimes, il·luminen la nit
/白雲 高 捲 月 分明 Els núvols blancs flueixen alt, la llum de la lluna és més brillant.
/間 房 叔 謐 餘香 在 La teva aroma roman en una habitació petita.
/可 寫 如今 夢裏 情 Podré imaginar un afecte de somni.
/白馬 臺 空 經 幾歲 Quant temps ha estat buit el Baekma-dae?
/白馬 臺 空 經 幾歲 Quants anys han passat la casa buida?
/落花 巖 立 過多 時 'La pedra amb flors revolotejant (Nakwha-am ko) 'va passar molts anys dempeus.
/靑 山 若不 曾 緘 黙 Si la 'muntanya blava (Cheong-san)' no estava en silenci,
/千古 興亡 問 可知 Hagués pogut assabentar-me de l'ascens i descens de molt temps.

## En la cultura popular
- Interpretada per Lee Bo-hee en la pel·lícula Eoudong de 1985.
- Interpretada per Kim Muh-hee en la pel·lícula Yohwa Eoludong de 1987.
- Interpretada per Kim Sa-rang en la sèrie de televisió de SBS 2007-2008 The King and I.
- Interpretada per Kang Eun-bi en la pel·lícula Ownerless Flower Uhwudong de 2015 .